# Power Players
Power Players je americko-francouzský počítačem animovaný seriál vytvořený Jeremym Zagem a vyvinutý skupinou Man of Action pro televizní stanici Cartoon Network, který měl v USA premiéru 21. září 2019. Ve Francii měl seriál premiéru 28. března 2020 na stanici France 4 a v Česku 25. května 2020 na Cartoon Network.
Dne 23. ledna 2020 byl seriál prodloužen o druhou řadu.

## Obsazení

### Hlavní postavy
- Kieran Walton jako Axel Mulligan / Action Axel: devítiletý kluk, který se dokáže proměnit v živou akční figurku poté, co najde Power náramky.
- Carlos Salazar jako Masko: bojová hračka, jejíž paže, nohy a hlava se natahují a která na základě svých emocí nosí různé masky.
- Greg Chun jako Serža Vpřed: tvrdý a prošedivělý voják, který je expertem na hračkářské zbraně.
- Jamieson Price jako Baribar: silný, ale citlivý plyšový medvěd, který ovládá kladivo přezdívané „Worldbreaker“.
- Todd Haberkorn jako Galileo: modrá ještěří hračka, která se dokáže zneviditelnit.
- Landon McDonald jako Loudabot: robot, který se pohybuje pomalu, ale je cenným přínosem týmu.
- Reba Buhr jako Bobbie Blobby: malá panenka, která pilotuje fialový mech oblek, který může vystřelit barevnou hlínu.
- Zoe / Action Zoe: Axelova kamarádka, která jako jediná zná jeho tajemství.

### Vedlejší postavy
- Scott Whyte jako strýček Andrew Mulligan: Axelův strýček a skvělý vynálezce hraček.
- Aleks Le jako Luka: Axelův kamarád.

### Padouši
- Paul Haapaniemi jako Madcap: zlá robotická hračka, která chce vysát sílu z Axelových Power náramků a dobýt svět.
- Scott Whyte jako Orangutank: jeden z Madcapových poskoků, který může střílet energetické disky z jeho zad a paží.
- Steven T. Seagle jako Porcupunk: jeden z Madcapových poskoků, který může ze svého těla vypustit výbušné rakety.
- Sona Movsesian jako princezna Cukrsolka: vílí panenka a jedna z Madcapových poskoků, která ovládá hůlku, s níž dokáže vystřelit srdcové šípy.
- Todd Haberkorn jako Dynamo: jeden z Madcapových poskoků který má elektromagnetické síly.
- Pyrant: jeden z Madcapových poskoků a pyramidová hračka, která dokáže odpovědět na jakoukoli otázku.
- Ledoborec: jeden z Madcapových poskoků a hračka hokejového hráče, který dokáže ovládat led a mluví kanadským přízvukem.
- Richard Horvitz jako doktor Nautilus: jeden z Madcapových poskoků a hračka mutanta hlavonožce s jedním okem a čtyřmi roztažnými pažemi, která sídlí v kanálech. Je schopen vytvářet kyselé i vnímající oční stvoření.

## Produkce
Seriál byl původně představen v roce 2016 pod pracovním názvem Power Toys a později přejmenován na Power Players ve finální verzi seriálu.
Dne 11. února 2019 seriál oficiálně odkoupila stanice Cartoon Network, což z něj činí první seriál, který byl vytvořen společností Zagtoon pro tuto stanici. Playmates se stal primárním držitelem licence seriálu.

## Řady a díly
| Řada | Díly          | Premiéra v USA | Premiéra v USA | Premiéra ve Francii | Premiéra ve Francii | Premiéra v ČR   | Premiéra v ČR |
| Řada | Díly          | První díl      | Poslední díl   | První díl           | Poslední díl        | První díl       | Poslední díl  |
| ---- | ------------- | -------------- | -------------- | ------------------- | ------------------- | --------------- | ------------- |
| 1    | 78            | 21. září 2019  | bude oznámeno  | 28. března 2020     | bude oznámeno       | 25. května 2020 | bude oznámeno |
| 2    | bude oznámeno | bude oznámeno  | bude oznámeno  | bude oznámeno       | bude oznámeno       | bude oznámeno   | bude oznámeno |